# Urleta, Prahova
Urleta este un sat în comuna Bănești din județul Prahova, Muntenia, România.
Altitudine:  410 m

## Personalități locale
- Marin Constantin (n. 27 februarie 1925 - d. 1 ianuarie 2011), dirijor, compozitor, fondator al Corului Madrigal

## Galerie de imagini

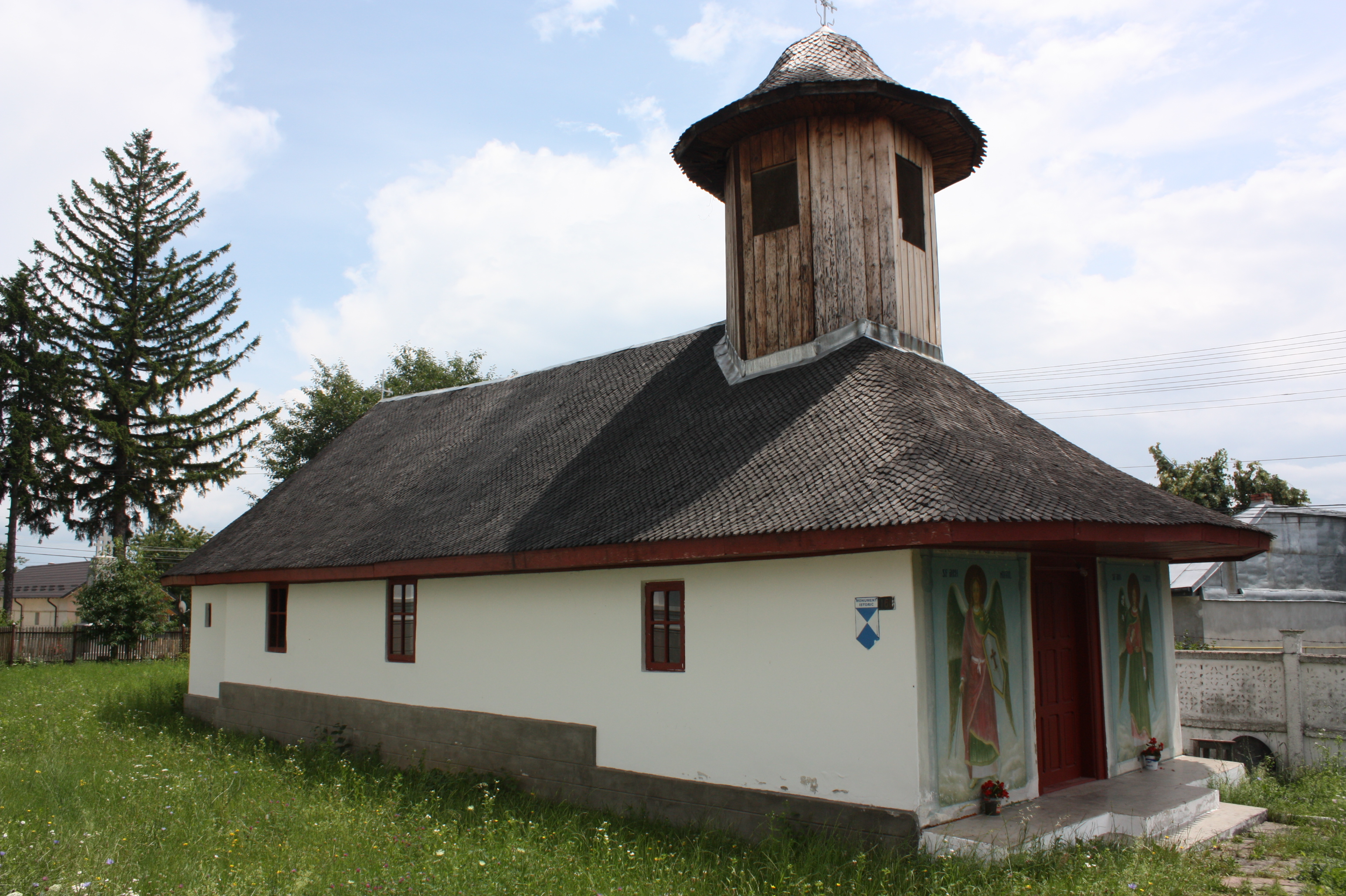
Biserica veche din Urleta
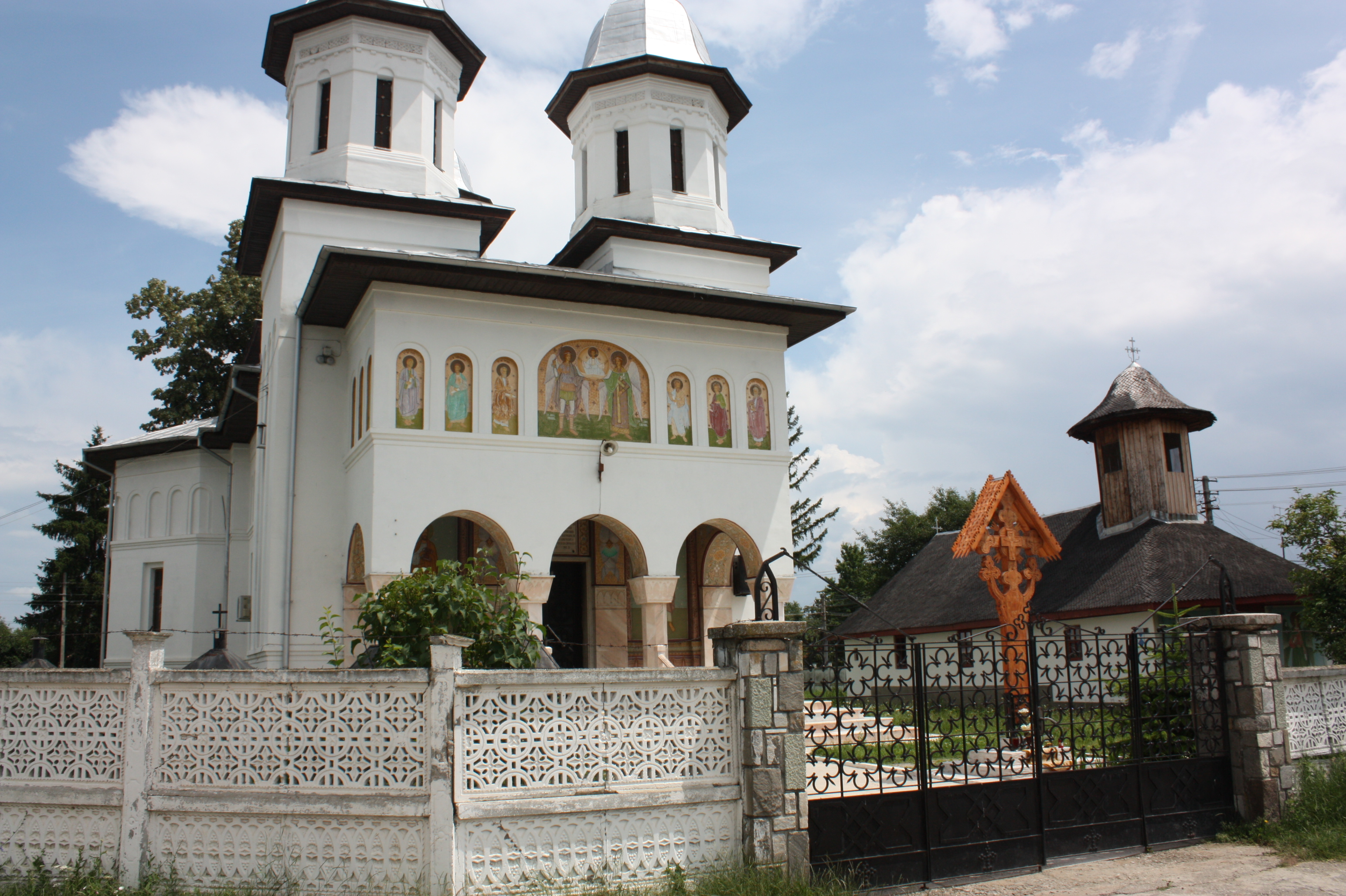
Biserica nouă din Urleta

 Acest articol despre o localitate din județul Prahova este deocamdată un ciot. Puteți ajuta Wikipedia prin completarea lui.